# Olios bombilius
Olios bombilius là một loài nhện trong họ Sparassidae.
Loài này thuộc chi Olios. Olios bombilius được Frederick Octavius Pickard-Cambridge miêu tả năm 1899.